# Васильев, Алексей Юрьевич (баскетболист)
Алексей Юрьевич Васильев (род. 26 августа 1977, Ленинград) — российский баскетболист и тренер, игравший на позиции разыгрывающего защитника, мастер спорта.

## Биография
Выступал на позиции разыгрывающего защитника в нескольких российских клубах и в команде Университета Баффало из NCAA. Первым тренером был Сергей Алексеевич Фандеев.
Тренерскую карьеру начал в чеховском «РВК».
С 2007 года тренировал юниорский и молодёжный составы люберецкого «Триумфа» и в первый же год работы в подмосковном клубе вышел в финал ДЮБЛ. Многие воспитанники Васильева выступали в молодёжной и основной командах «Зенита».
В сезоне 2010/2011 возглавлял команду Суперлиги «Рязань».
С 2011 года три сезона работал в тренерском штабе «Триумфа», став серебряным и бронзовым призёром Кубка вызова ФИБА.
С 2012 года был помощником главного тренера студенческой сборной России Василия Карасёва, которая завоевала золотые медали на XXVII Всемирной летней Универсиаде в Казани. В 2013 году помогал Карасёву на чемпионате Европы с основной сборной России. Летом 2014 года вошёл в тренерский штаб резервной сборной России.
Перед началом сезона 2015/2016 вошёл в тренерский штаб «Автодора» в качестве ассистента Брэда Гринберга. В ноябре 2015 года стал исполнять обязанности главного тренера. 29 января 2016 года после серии поражений подал в отставку. Во главе «Автодора» провёл 17 игр, одержав в них 11 побед.
В августе 2016 года стал главным тренером «Спартака» (Санкт-Петербург). В феврале 2018 года был отправлен в отставку.

## Достижения

### В качестве тренера
- Чемпион Универсиады: 2013
- Обладатель Кубка Станковича: 2014
- Финалист Кубка вызова ФИБА: 2013/2014
- Бронзовый призёр Кубка вызова ФИБА: 2011/2012